# Albert Lecocq
Pour les articles homonymes, voir Lecocq.
Albert Lecocq (1905-1969) a été le principal fondateur du mouvement et de la presse naturistes en France. Il a été secondé, entre autres personnes, par son épouse, Christiane.

## Faits marquants
En référence pour cet article,.
- Naissance à Arras le 13 août 1905.
- Albert et Christiane se marient à Tourcoing le 28 octobre 1933.
- 1944. Albert et Christiane fondent le premier Club du Soleil.
- 1945. Ils s'installent sur le site de Carrières-sur-Seine et créent le Club du Soleil de Carrières.
- 1949. Ils créent le magazine La Vie au soleil.
- 1950. Ils fondent la Fédération française de naturisme.
- 1950. Ils créent le Centre Héliomarin de Montalivet le premier centre de vacances naturiste.
- 1953. Ils créent la Fédération naturiste internationale.
- 1969. Décès d'Albert Lecocq.

## Son épouse Christiane
Christiane Lecocq (née à Tourcoing le 6 avril 1911) raconte avoir découvert le naturisme par hasard, invitée par des amis du Club Gymnique du Nord où l'on jouait au ballon dans le plus simple appareil.
Elle aimait raconter que dans son couple il était la tête et elle les jambes. Elle courait de réunions en congrès, lui tenait la plume et rédigeait les articles et comptes rendus.
Bien que centenaire, elle assistait chaque printemps à l'assemblée générale des Clubs du Soleil (réseau d'une centaine de sections locales). Elle emmenait toujours Pépé avec elle sous forme d'un grand portrait photographique.
Christiane Lecocq est décédée le 23 décembre 2014 à Chatou à l'âge de 103 ans. Elle a été enterrée dans les Yvelines le 2 janvier 2015.